# Pjegavi kivi
Pjegavi kivi (lat. Apteryx haastii) je vrsta ptice iz reda nojevki. Endem je Novog Zelanda. Živi u rupama koje sam kopa na sniježnim vrhovima planinskih šuma, alpskih i subalpskih područja na sjeverozapadu Novog Zelanda.

## Opis
Najveći je od svih vrsta kivija. Tijelo mu je kruškolikog oblika s malom glavom, kratkim vratom i dugačkim tankim kljunom prilagođenim za hvatanje kukaca i drugih sitnih životinja. Osnovica kljuna je okružena dlakastim perjem koje sliči na mačje brkove. Za pronalaženje hrane više koristi dobro razvijeno osjetilo njuha nego osjetilo vida. Oči su mu dosta malene, pa zbog toga mu vid nije baš najrazvijeniji. Osim svega toga i osjetilo sluha je kod ove ptice dobro razvijeno.
Perje je izuzetno mekano, dlakasto i više nalikuje na krzno glodavaca,  nego na ptičje perje. Šareno je tako da je u osnovi siva boja prošarana tamno do svijetlo smeđom bojom. Ima snažne noge s 4 prsta, tri okrenuta prema naprijed a jedan prema nazad. Na njima su kandže koje se koriste za napad i odbranu. Dobar je u trčanju.
Spolni dimorfizam dosta je izražen. Mužjak je prosječno visok 45 centimetara, a ženka 50 centimetara. Duljina kljuna varira između 9 i 12 centimetara. Kod mužjaka težina varira između 1.2 i 2.6 kilograma, a kod ženki 1.5 i 3.3 kilograma.
Životni vijek pjegavog kivija obično je petnaestak godina. Od ostalih ptica, osim po nesposobnosti za let, razlikuje se po tome što mu je tjelesna temperatura sličnija temperaturi čovjekova tijela (malo viša od nje), nego ptičjega. Osim toga, kosti su mu teške i ispunjene koštanom srži, za razliku od ptica koje lete.

## Ponašanje
Na 1 km2 najgušće naseljenim dijelova šuma moguće je naći 4- 5 ovih kivija, koji su izrazito teritorijalnog ponašanja. Uobičajeno, to je oblast od 25 ha. Izuzetno su agresivni, a posebno mužjaci kada moraju braniti svoj teritorij. Bori se nogama koje predstavljaju opasno oružje za borbu do smrti. Međutim, borbe između kivija koje dovode do ozljeda ili smrti, izuzetno su rijetke. Teritorij rijetko mijenja "vlasnika", osim u slučaju kada mužjak ugine ili bude osakaćen, nesposoban da obrani teritorij.
Kopa rupe u zemlji nekoliko tjedana prije nego počne koristiti ih, što omogućava da se u njima razviju mahovine, čime se postiže odlična kamuflaža. Pravi do stotinu različitih gnijezda u granicama svog teritorija i obično svakog dana koristi drugo. Gnijezda ne napušta tijekom dana osim ako, zbog opasnosti, na to nije prisiljen.  Noću izlazi iz svojeg skloništa i vrlo je aktivan u potrazi za hranom.
Polazi u lov oko pola sata poslije zalaska sunca. Hrani se kukcima, puževima, paucima, rakovima, opalim voćem i plodovima.  Hranu pronalazi osjetljivim kljunom kojim kucka i njuška po tlu dok tiho hoda kroz raslinje. Za lov kukaca koji žive u zemlji,  također, koriste kljun koji zabada duboko u tlo i pomiče ga naprijed-natrag.

## Razmnožavanje
Pjegavi kivi je isključivo monogamna ptica. Najčešće jedan par provede barem 2-3 sezone gniježđenja, a ponekad ostanu i čitav život zajedno. Parenje se odvija u kasnu jesen. Nošenje jaja vrlo je iscrpljuće za ženku, zato što su jaja jako krupna, dostižu 1/4 od njihove ukupne tjelesne mase. Ženke pet mjeseci prije parenja nagomilavaju masnoće koje će koristiti za vrijeme dok nose jaje, koje zauzima toliko prostora unutar tijela da one ne mogu uzimati hranu.  Kretanje im je u tom vremenskom razdoblju također dosta ograničeno. Iz tog razloga ženke polažu samo jedno jaje godišnje, po čemu se razlikuju od ostalih kivija, npr. od običnog kivija, čija ženka nosi i do 6 jaja godišnje.
Kada položi jaje ženka je uglavnom obavila svoju ulogu u tome, a dalju brigu preuzimaju mužjaci. Odgovorni su za inkubaciju jaja koja napuštaju samo radi lova nekoliko sati tijekom noći.  Za to vrijeme ženka čuva jaje. Između 75 do 85 dana ptić počinje probijati ljusku jajeta. Potrebno mu je 2 do 3 dana dok se iz nje potpuno ne izvuče. Mladunci potpuno nalikuju roditeljima, izgledaju kao minijaturni odrasli. Za prvih 6 tjedana života kratko vrijeme su aktivni i danju, da bi poslije toga postali isključivo noćne životinje. Bespomoćni su dok ne dostignu težinu od 1,75 kg, što se događa otprilike za 17-20 tjedana, a prije toga ih ubijaju grabežljivci.  Rastu sve do šeste godine života. Spolnu zrelost ženke dostižu s dvije godine, a mužjaci s 14 mjeseci. Za razliku od mnogih drugih ptica kod ženki funkcioniraju oba jajnika.